# 佩里 (奧克拉荷馬州)
佩里（英語：Perry）是美國奧克拉荷馬州諾布爾縣的縣治，位於奧克拉荷馬州首府奧克拉荷馬市北方約97公里，人口4,484人。该市89.7%為白人、3.1%為非裔美国人、3.3%為美洲原住民、0.5%為亚洲人。